# Clyde Lovellette
Clyde Lovellette (Petersburg (Indiana), 7 de setembro de 1929 - 9 de março de 2016) foi um ex-jogador de basquete norte-americano que foi campeão da Temporada da NBA de 1963-64 jogando pelo Boston Celtics.